# Liste des propriétés communales, services et écoles d’Hellemmes
 (juillet 2007).

## Propriétés communales

### La mairie
Château Fanyau et parc François-Mitterrand, 155, rue Roger-Salengro.
La propriété a été acquise par la ville de Madeleine Fanyau, épouse de Maurice Delacre (biscuiterie Delacre), le 29 décembre 1920 (maître Delaroière à Ascq). Elle était seule héritière de son père Oscar Fanyau.
La plus grande partie de la propriété a été réunie par Auguste Bernard (séparé de corps de Clémence Renard par jugement du tribunal civil de Lille en date du 29 août 1857), manufacturier, ancien maire d'Hellemmes (voir le chapitre relatif aux anciens maires), au moyen de plusieurs achats :
- La première partie de Pauline Leclerc, veuve de Jean Schwingend, le 29 août 1862 (Reuflet à Lille). La maison de maître pour l'avoir acheté à Émile O'Delant, époux de Louise Brèche et ancien maire d'Hellemmes, le 2 novembre 1868 (Genevoise à Lille).

Nota : le château figure sur un plan de 1826.
- Seconde partie de Louis Lepoutre, époux d'Augustine Hennion le 1er décembre 1868 (maître Danel à Lille).
- Troisième partie d'Henri Samain, époux d'Adélaïde Plouvier le 26 février 1878 (maître Vanhaeck à Ascq).

Les biens d'Auguste Bernard, mort à Hellemmes le 3 novembre 1889, passèrent à sa sœur, seule héritière : Élise Bernard, épouse de Jean Devemy suivant acte de notoriété en date du 18 novembre 1889 (Ducrocq à Lille). Cette partie, comprenant la maison de maître, fut vendue à Oscar Fanyau, alors veuf de Marie Bricout, le 15 septembre 1894 (Dumont à Ascq).
Oscar Fanyau acquit également le reste de la propriété de :
- Augustine Hennion, veuve de Louis Lepoutre, le 4 décembre 1899 (Valenducq à Lannoy)
- Louise Bouche, veuve de Louis Leuridant, le 29 mars 1900 (Dumont à Ascq).

### L'ancienne mairie
Immeuble construit vers 1905, place de la République, Marcelin Krebs étant maire. L'immeuble considéré sera effectivement utilisé en tant que mairie jusqu'en avril 1921, date à laquelle les services municipaux seront transférés au château Fanyau.
Par la suite, y seront hébergées l'école de musique (avant son transfert rue Marceau), différentes associations ainsi que le commissariat de police.
La propriété avait été attribuée à Antoine Desruelle (époux de Rosalie Testelin, mort en 1852) par suite de la mort de son père, François Desruelle et donation par sa mère, née Sophie Fry. Le partage des biens, fait avec sa sœur Adolphine a eu lieu le 29 mars 1873 (Reuflet à Ascq).
M. et Mme Desruelle-Fry avaient fait l'acquisition de ce terrain pendant leur mariage d'Augustin Lepoutre, cultivateur à Hellemmes, Louis Lepoutre, cultivateur à Hellemmes et d'Henri Bourbotte, cultivateur à Bachy époux de Catherine Lepoutre, frères et sœur le 1er février 1858 (Reuflet à Ascq).
La propriété est ainsi venue dans les mains de Rosalie Testelin, veuve de Desruelle, et de leurs enfants :
- Louis, cultivateur à Annapes,
- Paul, cultivateur à Annappes,
- Rosalie, épouse de Théodule Guisgand, brasseur à Raismes,
- Jean Baptiste, époux de Marguerite Libert, cultivateur à Gruson,
- René, époux de Héléna Derret, cultivateur à Anstaing,
- Marthe, épouse de Charles Lavechin, brasseur à Wallers,
- Jeanne à Annappes (inventaire du 13 juin 1881).

Les terrains formant la petite place derrière l'immeuble actuel ont été achetés par la ville le 29 juillet 1920 (Delaroiere à Ascq) Cette partie comprenait plusieurs parcelles vendues en quatre parties par :
- Rosalie Desruelle veuve d'Émile Guisgand
- Jean Baptiste Desruelle, époux de Marguerite Libert, cultivateur à Gruson
- René Desruelle, négociant, maire d'Annappes
- Louis Deffontaine, époux de Marie Spriet qui ont acquis leur lot de Marthe Desruelle, épouse de Charles Lavechin le 17 mai 1909 (Dumont à Ascq).

Les membres de la famille Desruelle, vendeurs, avaient fondé la société civile particulière « La famille Desruelle en société de terrains à vendre ».
L'origine de propriété antérieure est telle que pour le terrain ayant servi à la construction de l'ancienne mairie.

### La perception
Voir à Guichet unique.
Agrandissement du guichet unique (autrefois l'administration générale), construit vers 1920 à usage de bureau de poste.La Trésorerie d'Hellemmes fut transformée en l'an 2000 en Guichet unique d'encaissement d'impôts puis supprimée définitivement en 2008.

### Les ateliers municipaux
101-103, rue Roger-Salengro.
Les anciens ateliers municipaux qui étaient situés à l'emplacement de l'actuelle place Hentgès ont été détruits lors des bombardements de 1943 (ainsi que les maisons en front à rue, dont celle du docteur Decousser), et avaient été transférés dans les locaux de l'usine Yon. Les terrains de l'actuelle place Hentgès avaient été pressentis pour leur reconstruction. Devant l'insuffisance des crédits pouvant être accordés, la municipalité décida d'acquérir à l'amiable l'immeuble de Roger Kapp, industriel en mécanique, et de son épouse née Yvonne Fibvre le 24 avril 1953 (Nicolas, Pont-du-Cens 44). La propriété avait été acquise par les vendeurs en deux parties :
- la première, soit les bâtiments par achat de Marcel Desailly, transporteur, et de Marguerite Bonnemain, son épouse, le 16 novembre 1941 (Carbonnier, Lomme) ; antérieurement, cette partie avait été achetée à Émile Colmant, entrepreneur de menuiserie, le 24 septembre 1930 (Piat, Lille) ;
- le surplus, soit le terrain, de Théodore Delecourt, employé, et de son épouse née Marthe Lepez, les 7 et 9 août 1947 (Ibled, Lille).

### La salle Léo-Lagrange
Ancien cinéma « Le Kursaal » acheté par la ville en 1975 pour servir de salle de spectacles. Au début de son implantation à Hellemmes, le club Léo-Lagrange y avait son siège.
Une rénovation générale pour en faire une véritable salle de spectacle qui a repris l'ancienne dénomination de Kursaal en 2006.

### L'annexe Fénelon
Rue Faidherbe.
Immeuble à usage d'école construit avant 1905 et comprenant trois classes. Il existe en mairie un plan, non daté, établi par le cabinet E. Lebrun, expertises industrielles, 55, place de l'Hôpital-Militaire à Lille.
Il a très vite servi de salle de sport, également loué pour des vins d'honneur (en raison de sa proximité avec l'église Saint-Denis).
Le bâtiment a été démoli en 2000 pour un coût de 146 000 francs.
La commission de l'Environnement, réunie le 22 septembre 2000, souhaite, pour cet espace, un aménagement paysager avec installation de bancs.
Les murs ont été montés sur une partie de l'ancien cimetière et une partie de l'ancienne église. Un sondage archéologique a été réalisé par le département en juin et juillet 2001 (voir le chapitre relatif à l'église Saint-Denis).

### Labibliothèque
2, place Hentgès.
Bâtiment construit au plus tard vers la fin du XIXe siècle avec certains matériaux de réemploi dont le bois de la charpente.
La charpente, d’origine, était toute chevillée bois, les renforts clous et fers sont plus tardifs. Les murs sont dits avec erreur de construction espagnole (des lits de pierre calcaire intercalés avec des briques). Ces derniers matériaux sont locaux : les pierres de Lezennes, les briques de fabrication Hellemmoise.
Le local est une ancienne forge, achetée en décembre 1989, avec scission de parcelle cadastrale, à Alain Sajot, modifié en 1990 pour être utilisé comme galerie d’art, dépendante du club Léo-Lagrange (pour un coût d’environ 460 000 francs).
À l'origine, la galerie d'art se trouvait dans les locaux préfabriqués situés dans l'ancienne école Fénelon ; Mme Windels, épouse de Pierre, ancien adjoint, la dirigeait. Elle avait donc déjà été transférée une fois. Elle cessa définitivement de fonctionner en juin 1997, Mlle Cerisier en étant la responsable. La cessation de cette activité vient essentiellement d'un problème de personnes. En effet, selon le président du club Léo-Lagrange, Mlle Cerisier se serait crue propriétaire de l'activité et ne rendait aucun compte, même financier.
Il a été réaménagé pour servir de bibliothèque : création de sanitaires, remplacement de l’escalier, surélévation du sol (environ 50 centimètres, carrelage monté sur vérins).
Le transfert de l’activité « bibliothèque » a été fait dans le courant du dernier trimestre 1997. Le coût des travaux de transformation s'est élevé à 376 842,80 francs.
Créée en 1911, semble-t-il dans le cadre de ce que l’on appellerait maintenant une formation continue (quoique plutôt sociale et syndicale), elle ne comprenait que des ouvrages que l’on appellerait maintenant de type éducatif ou de morale. La Première Guerre mondiale devait la mettre en sommeil jusqu'après la Seconde Guerre mondiale.
En quelque quarante ans, la bibliothèque, en tant que service municipal, a déménagé quatre fois : salle Jean-Jaurès (ancienne mairie), étage de la mairie annexe (première partie de ce qui abrite actuellement le service animation, derrière se trouvaient les archives), locaux du club Léo-Lagrange, enfin, ancienne galerie d’exposition d’œuvres d’art (galerie de l’Acacia) qui a été supprimée.

### Le centre Gustave-Engrand (La Guinguette) (ancien Château Decourchelle)
La première partie de l'ensemble, soit une maison de maître, une porcherie, une maison de concierge, le tout bâti sur un terrain de presque un hectare et demi a été acheté à M. Delabarre par la ville par acte signé le 14 juin 1930, Désiré Therby étant maire.
Le terrain appartenait à Georges Delabarre veuf de Julie Ogié
1. partie en indivision avec Lucie Ogié épouse de Alidor Merland, Émile Ogié époux de Marie Dubois, Elisa Ogié épouse de Paul Leschaeve et Eugènie Ogié, frères et sœurs, comme l'ayant hérité de leurs parents, Philibert Ogié époux de Fidèle Vandenabeele (tous deux morts en 1915).
2. le reste l'ayant acheté pendant la communauté de biens à Mlle Céline Decourchelle comme partie ayant été attribuée en succession de ses parents Élie Decourchelle (mort à Hellemmes en 1909) époux de Joséphine Dassonville (morte à Hellemmes en 1893), ces derniers ayant fait ériger les constructions. Cette partie avait été attribuée à Céline Decourchelle à l'encontre de feu son frère Jules représenté par ses enfants, Paul, Jean, Étienne, Suzanne et Maurice.

Lors de la dernière guerre, des baraquements furent installés sur le terrain pour héberger les familles sinistrées.
Les services municipaux furent transférés dans le bâtiment principal de la propriété voisine en 1942, qui s'était appelé « preventorium » puis « foyer des apprentis ».
La libération de ces baraquements fut réalisée par la création, en 1966, du Programme social de relogement (rue Pierre-Curie).
Les baraquements servirent alors de centre aéré, aménagé par la construction en 1968 d'une salle de sport, en 1976 d'un bassin d'initiation.
Le remplacement des baraquements vétustes par des locaux plus fonctionnels fut réalisé en 1974, 1977, 1979 et 1981.
En 1976, le 234, rue Jacquard, jouxtant la propriété, était acheté à la Caisse d'allocations familiales, bâtiments démolis en 1977.
Le nom de centre Gustave-Engrand lui fut donné en 1979. Il s'agit de Gustave Engrand fils, adjoint à Hellemmes pendant dix-huit ans, et non de Gustave Engrand, ancien maire, dont une rue porte le nom.

### Salle Marcel-Duquesnoy
Salle de sports

### Local des éclaireurs
Situé dans le Parc Engrand à la Guinguette
Voir à cette association

### Complexe sportif A.-Cornette
À l'origine, le fonds était constitué de jardins ouvriers et de l'ancien terrain de football, créé en 1962 à titre provisoire (retenu pour la construction du CES Saint-Exupéry). Le lieu-dit s'appelait camp Gérard.
Les plans, du 6 mai 1970, sont dus à Guy et Albert Fauchille, architectes à Hellemmes.
Par la suite, de nouveaux modules ont été ajoutés.
L'ensemble du complexe intègre une piscine, des courts de tennis couverts, des terrains de football (deux de 105 m × 68 m), soit un terrain d'honneur et un en schiste, un gymnase dit de type C, enfin, un certain nombre de places de parking.
En 2001, une nouvelle salle de sport, avec pas de tir, est envisagée.

### Nouvelle salle de sports
La pose de la première pierre est du 9 mars 2002.
Le maître d'œuvre est le cabinet Otton, Sanchez, Loiez (représenté par M. Loiez), de Lambersart.

### La salle Delannoy
Salle de sport construite en 1971 par BSM Constructions Industrialisées (de Paris) sur les plans de Albert Fauchille et R. Mouraux, architectes à Hellemmes.
La valeur estimée en 1968 était de 848 975,00 francs pour la salle et 43 150,00 francs pour les tribunes.

### Le tennis couvert et le club house
Il s'agit de la construction d'une salle pour couvrir trois courts de tennis préexistants. Les travaux ont eu lieu en 1989, avec, officiellement, la participation financière du Tennis club hellemmois.
Ont été mises en place vingt places de parking ; il a été nécessaire de déplacer la ligne EDF ; l'abattage de vingt peupliers a été refusé.
L'estimation financière pour les travaux principaux se montait à 2 215 000 francs, avec demandes de subventions à l'État (150 000 francs), au conseil général (50 000 francs) et à la région (15 000 francs).
Une convention d'utilisation a été passée avec le Tennis club hellemmois pour une durée de vingt ans.

### Lapiscine Tournesol
Bâtie en 1981 sous la responsabilité de Guy Fauchille et Albert Fauchille, architectes à Hellemmes.

### L'espace des Acacias
Au cours de l’étude d’un plan de réaménagement du centre ville, s’est posé le problème des équipements publics. En 1982, un projet de centre socio-culturel devait s’intégrer dans ce cadre.
Une étude de la Chambre de commerce et d’industrie mettait en évidence l’occasion de l’ouverture d’un marché couvert (1987). Le projet élaboré deux ans plus tard y adjoignait, à l’étage, une salle polyvalente.
Le marché couvert a donc ouvert ses portes le 2 novembre 1993, démarrant péniblement avec quinze commerçants installés. Fin mai, étaient inscrits deux poissonniers, un boulanger pâtissier, deux confiseries-biscuiteries, cinq commerçants de fruits et légumes, un boucher charcutier, un commerçant en plats exotiques, un crémier, un cordonnier, deux emplacements restaient à distribuer dont un réservé pour une boucherie-charcuterie. La municipalité décide alors d’octroyer certains avantages : exonération des charges de loyer pour les mois de novembre et décembre, mise en œuvre d’un programme d’animation dans la même période, promotion de l’établissement. Pour autant, la plupart des commerçants cessent leurs activités dès janvier 1994 ; en mai, il n’en restait plus que quatre, en juin, un seul.
L’établissement devait fermer pour juillet.
Le rez-de-chaussée du local devait faire place à une salle d’exposition, une cuisine, une halte garderie.
Coût des travaux :
- Marché couvert plus salle polyvalente : 12 965 825,50 francs
- Réaménagement du rez-de-chaussée : 2 836 135,52 francs

### Le LCR
Place des Tisserands.
Construit pour la SCI Guinguette par la société Fauvel Habitat de Wasquehal ; architectes Guy Fauchille et Philippe Guittard d'Hellemmes.

### La Locomotive
Angle des rues Ferdinand-Mathias et Jean-Jaurès.
Elle est de type 144, fabriquée à Fives en 1937. Elle fut achetée par la compagnie des Mines d'Aniche, puis par les Houillères du Nord-Pas-de-Calais et servit à Douai (Nord) au dépôt de Gayant.
Elle revint à Aniche en 1950 et fut retirée à la fosse de Wallers-Arenberg (Nord) puis de Vieux-Condé (Nord) jusqu'en 1982.
Elle fut ensuite transportée au dépôt du Chemin de fer d'Anzin à Bruay-sur-l'Escaut.
En terminant sa carrière à Hellemmes, elle revient à son point de départ.
Une réfection a dû être effectuée en 1996.
Ses caractéristiques sont :
- Eau : 10 m3
- Charbon : 3,5 tonnes
- Puissance : 600 chevaux
- Puissance chaudière : 12 bars
- Poids : 65 tonnes
- Roues : 1,2 mètre de diamètre
- Quatre essieux moteurs
- Deux cylindres simples

### Le Marteau-Pilon
Autrefois installé dans l'ancien atelier des forges de F.C.B., ce marteau-pilon date de 1870.
Son intérêt porte tant sur l'histoire de la technique métallurgique que sur sa rareté (Il n'existerait que quatre exemplaires de ce matériel).
Il a été classé dans le patrimoine technique et industriel des monuments historiques le 3 novembre 1986.
Engin mécanique de forgeage agissant par choc et fonctionnant à la vapeur ou par air comprimé.
| caractéristiques du Marteau-Pilon | caractéristiques du Marteau-Pilon |
| --------------------------------- | --------------------------------- |
| Poids du marteau                  | 150 tonnes                        |
| Poids de la chabotte              | 48 tonnes                         |
| Poids total                       | 198 tonnes                        |
| Hauteur                           | 12 mètres                         |

### Le Théâtre de Verdure
Le Théâtre de Verdure a été construit en 1934 au fond de l'actuelle Place Hentgès. L'entrée se faisait par un chemin au niveau de la firme Samain (Rue Roger-Salengro), actuellement, la boulangerie « Au Croissant Doré » (Boulangerie PAUL en 2004)
Il a été construit sur l'idée de Robert Malbaut, secrétaire de Mairie de l'époque, lequel ayant passé ses vacances sur la Côte d'Azur avait été séduit par ce genre de construction.
Toutes sortes de spectacles s'y déroulaient : danse, concerts, remise de prix, etc. Ce fut la également que se déroula la cérémonie de changement de nom de la rue Sadi-Carnot en rue Roger-Salengro.
Il a été détruit en 1975 pour laisser place, en partie et plus tard, à l'espace des Acacias.

### Le centre de soins Paul-Clermont
Propriété achetée en 2001.
Voir à l'association du même nom.

### Le parc Bocquet, la villa Lisbeth
L'ensemble des terrains dépendait des biens de l'hôpital Sainte Marthe et de l'hôpital général de la Charité de Lille. Ils furent réunis par édit royal en 1750 pour être transférés au bureau de bienfaisance de Lille. Morcelés, ils furent loués par baux emphytéotiques. Les parcelles les plus importantes étaient tenues par les familles Briansiaux-Bigo (en 1779 cette famille possédait un château à Hellemmes lequel, probablement remanié, voire reconstruit, deviendra la villa Lisbeth.), Briansiaux-Scrive et Bocquet-Fontaine.
Les Briansiaux sont issus d'une famille dunkerquoise de négoce et d'armement. Charles Briansiaux élargit ses affaires : produits coloniaux, assurances maritimes, armement, courtage et, s'il faut en croire certains, fraude et trafic d'esclaves.
En 1916, le parc Bocquet est réquisitionné pour servir de dépôt de munitions.
L'ensemble de la propriété fut cédé par les époux Descamps-Bocquet à la Compagnie de Fives en 1820 qui le revendit à la ville de Lille le 17 mai 1991. (Maîtres Bridoux et Clais, notaires associés.)

#### Origine de la propriété
Léon Descamps avait épousé Elisabeth Bocquet fille de Charles Bocquet (décédé à Hellemmes le 1er septembre 1912) et de Louise Fontaine (décédée à Lille le 22 octobre 1908).
En 1918, la Kommandantur, prenant prétexte du refus du gouvernement français de libérer les Alsaciens favorables aux Allemands faits prisonniers lors de l'avance française exila en Allemagne des notables de la région, dont Léon Descamps, pour les interner dans un nouveau camp.
Dans l'après guerre, Léon et Edouard Descamps procédèrent à une reconversion en transformant l'ancienne filature de la rue des Célestines à Lille en un tissage produisant du drap de lit.
L'ensemble du foncier peut être divisé en une partie de biens propres à Elisabeth Bocquet par licitation du 2 avril 1913, soit les parcelles 2719-2720-2721-2722-2745-2746-2244-2747 en partie, et une seconde partie de biens de la communauté Descamps-Bocquet soit les parcelles 2869-2884-2885-2886-2887-2908-2909-2910-2915 en partie.
L'ensemble du parc a été racheté par la Commune, la villa Lisbeth étant destinée à abriter le Centre Communal d'Action Sociale, le parc étant, lui, rendu public.
Le plan d'aménagement est de Madame Lehaire dont le projet a été adopté en réunion publique le 19 mars 1994 et prévoyait entre autres 70 places de parking.
Une modification au projet initial a été apportée selon les souhaits émis par les riverains lors d'une réunion s'étant déroulée le 20 mai 1998. L'établissement du dossier a été repris par Lille Métropole Communauté Urbaine pour établissement du dossier de consultation des entreprises. Le bureau d'études Tintillier et le cabinet d'architectes Avetet-Tesson ont été retenus.
Au cours d'une réunion en date du 4 juin 1999, sous la présidence de Monsieur Gilles Pargneaux, alors premier adjoint, il a été décidé de prendre en compte, dans la globalité du projet, la proximité de la place Hentgès et de l'église Saint Denis pour un réaménagement cohérent de tout le centre ville.
Pour les 23 logements du parc et la villa, le plan d'occupation des sols impose 31 places de parking (48 sont aménagées le long des différents trottoirs.)

### Le point information jeunesse
Le point information jeunesse a été installé dans les anciens bains douches (à l'origine construits pour Fives Cail Babcock et rachetés par la Ville). Le coût de l'aménagement s'est élevé à 498 164,07 francs.

### 91-99, rue Jules-Ferry
Propriété achetée en 1992 sur la base de 424 000,00 francs à Monsieur Rousseau et qui l'utilisait comme magasin de vente après sinistres (connu sous le nom de « Les Brûlés »)
Ensemble démoli en 1994 pour un montant de 259 100,00 francs en vue de l'aménagement d'un terrain de jeu.

### La Crèche
Construite en 1986 d'après les plans établis par C. Lesur, architecte à Lille (plans datés du 4 octobre 1984)
Construite pour 60 lits.
La première directrice a été Madame Noreve (jusque vers 1993), lui a succédé Mme Mucherie.

### La maison d'accueil pour personnes âgées (MAPA)
Ouverte en 1987 pour héberger 82 résidents (32 en section hébergement et 50 en section cure
Inaugurée sous le nom de « La Sabotière »

### Les Foyers des aînés

#### Le foyer Anatole-France
Ouvert le 1er mars 1971
Il remplace celui qui était installé au 45 rue Faidherbe
Pour l'origine de la propriété, voir les écoles Jean-Jaurès et Roger-Salengro.
Inauguré sous le nom de Foyer des Bégonias

#### Le foyer René-Leroy
Foyer pour personnes âgées situé au plateau Jenner
René Leroy, adjoint au Maire, directeur d'école retraité, officier de la Légion d'Honneur à titre militaire

#### Le foyer Chanzy
Construit en 1962 à la suite d'un bail emphytéotique. La Ville, outre la fourniture du terrain, s'engageait à rembourser à l'U.A.L.N. (devenue le F.L.A.S.E.N.) 50 % des annuités de l'emprunt contacté pour la construction de l'immeuble soit 3 332,22 francs pendant 15 ans.
Ce foyer a été détruit en 1982 par un incendie, peut être volontaire.
Un autre foyer a été construit sur le côté du square de l'Internationale en 1982. Celui-ci est géré par l'Amicale de la Barrière qui ne pourra en aucun cas en revendiquer la propriété, et s'engage en outre à continuer à faire partie de la F.L.A.S.E.N..
Inauguré sous le nom de Foyer des Primevères

#### Le foyer Édouard-Herriot
Ouvert le 15 février 1971.
Inauguré sous le nom de Foyer des "Violettes"
Fermé le 30 juin 2008

### Le monument aux morts
Il a été érigé à la faveur d'une souscription des Anciens Militaires et du Souvenir Français. Il a été inauguré le 27 juillet 1902.
Inscriptions portées :		- Sur la face orientée vers l'avenue des Martyrs :
```
HONNEUR
- Sur la face orientée vers la rue F. Buisson :
COURAGE
MORTS AUX COLONIES
1884 DE RYCKEVAERT Romain Bri
1885 REPLAT Manuel Sldt
1888 MOUILLARD Sldt
1890 LUCKEL Paul Sldt
1895 VASSE Alexandre Sldt
1896 HONORE Gustave Sldt
1879 PATOIR Alcide Sldt
```

	- Sur la face orientée vers l'ancienne mairie :
```
              PATRIE
1878 MILLECAMPS César Sldt
1893 DELMEZ Henri Sldt
1903 LEFEBVRE Florent Sldt
1904 CAPPOEN Henri Sldt
1904 SOMBRIN Gaston Sldt
1909 PILLIEZ Albert Sldt
1910 HOYEAUX Julien Cpl
1911 PATOIR Léon Marin
1911 LAUTENS Henri Sldt
1912 DELGORGUE Ernest Sldt
```

		- Sur la face orientée vers la rue Tribourdeau :
```
DEVOUEMENT
1870 - 1871
DUMOULIN Emile Sgt
DELOBEL Charles Sldt
DUMEZ François Sldt
```

### L'église Saint-Denis
L'église Saint-Denis est composée de deux entités :
- Le campanile du XVe siècle inscrit à l'inventaire des Monuments Historiques en 1929.
- Les trois vaisseaux de nefs construits vers 1875 par Charles Leroy, architecte lillois de la cathédrale Notre-Dame de la Treille.

### Le cimetière
Le cimetière était autrefois situé autour de l'église Saint Denis. Devenu trop petit, il fut décédé d'en créer un nouveau à l'extérieur de l'agglomération afin de respecter les mesures d'hygiène.
Le terrain a été vendu par Monsieur Jean Louis Cocheteux, cultivateur demeurant à Willems, en deux lots : la Ville d'Hellemmes représentée par Jean Baptiste Ghesquières, Maire, pour 53 ares 16 centiares et par Jean Baptiste Plouvier, cultivateur demeurant à Hellemmes pour 44 ares 30 centiares. Le titre de propriété a été établi par Maître Reuflet, notaire à Ascq, le 21 mai 1866.
Le terrain cédé constituait auparavant la réunion de deux parcelles contenant respectivement 79 ares 74 centiares et 17 ares 72 centiares.
La première partie appartenait en propre à Madame Angélique Delobel, décédée à Lille le 14 août 1850) épouse de Guillaume Dubar (décédé à Flers le 17 août 1848) pour l'avoir recueillie de ses parents Josse Delobel époux de Alexandrine Waresquel (Partage du 22 décembre 1813, Maître Deleville-Baussart, notaire à Lille).
Elle a été transmise à Madame Cocheteux née Marie Dubar par succession. Cette parcelle lui avait été attribuée par partage du 19 novembre 1850 (Maître Catteau à Lannoy) à l'encontre de ses frères et sœur : Henri Dubar, cultivateur demeurant à Lille, Jean Baptiste Dubar, cultivateur demeurant à Forest, Louis Dubar, cultivateur demeurant à Flers, Lucie Dubar épouse de Henri LEMAIRE, cultivateur demeurant à Lille et Jean François Dubar, cultivateur demeurant à Lille.
La seconde partie a été achetée par Mr et Mme Cocheteux à Romaine Tesse (rentière, demeurant à Hellemmes) veuve de Simon Delobel le 23 septembre 1855 (A. Reuflet, notaire à Ascq)
Ce terrain était parvenu entre les mains de Mme Delobel comme bien propre pour l'avoir acheté pendant son veuvage à Jean Baptiste Millecamps, cultivateur et meunier demeurant à Hellemmes, le 13 mars 1838 (Maître Célestin Reuflet, notaire à Ascq).
Jean Baptiste Millecamps avait acquis cette pièce de Augustin Delobel, demeurant à Hellemmes et de Marie Anne Decottignies veuve de Louis Delobel, journalière, sa mère en raison du droit d'usufruit (Reuflet, le 8 novembre 1832).
Cette portion formait la part à laquelle avait droit Augustin Delobel comme assignataire indivis de ses frère et sœur aux termes du partage du 13 décembre 1813 (Deleville-Baussart, notaire à Lille) et comme héritier de sa sœur Lucie Delobel décédée après ledit partage.

#### L'agrandissement de 1910
Par la suite, le cimetière dut être agrandi plusieurs fois (dont en 1905 et en 1921).

## L'enseignement, les écoles
Sous l'ancien régime, le clerc paroissial avait de nombreuses fonctions dont l'enseignement. Il devait apprendre aux enfants à lire, écrire, compter, leur faire le catéchisme, etc.
Le premier clerc paroissial connu est Jacquemart Crespel, cité lors d'une enquête fiscale en 1491.
Simon Joseph Samain, décédé le 19 août 1779 à Hellemmes a été clerc durant 47 ans (Voir chapitre « Les maires »).
Le 19 janvier 1791, la paroisse d'Hellemmes est autorisée à ouvrir une école, à la requête de Jean Baptiste Varlez, au vu de l'avis de la municipalité et du certificat de bonne vie et mœurs du curé.
À partir de 1792, les autorités cherchent à reconstituer le réseau scolaire et, en 1794, les Sociétés Populaires insistent pour contrôler les écoles. Devant la médiocrité des rétributions, les candidats compétents s'abstiennent.
Jean Baptiste Prevost, né le 21 pluviose an V, décédé à Hellemmes le 3 septembre 1859, époux de Angélique Briffaux, sera également cité comme clerc et instituteur.
Il fait l'objet de vexations et de violences, la population préférant l'ancien curé.
Avant la Seconde Guerre mondiale n'existaient sur Hellemmes que deux groupes scolaires qui furent durement touchés par les bombardements :
- Le groupe du centre (Jean-Jaurès, Fénelon et Roger-Salengro) atteint par les bombes le 13 janvier 1943 : une à 30 mètres de l'école des garçons, une autre à 20 mètres de l'école maternelle, alors que les enfants étaient en cours.
- Le groupe de la barrière (Berthelot, Sévigné, Jenner) a souffert des bombardements des 8 novembre 1942, 6 décembre 1942, 13 janvier 1943, 10 mai et 22 juin 1944.

Après le bombardement du 13 janvier 1943, toutes les écoles durent être fermées. Seules Jean Jaurès et Salengro purent être rouvertes en octobre 1944. Des baraquements durent être installés pour accueillir tous les élèves.

### École Dombrowski
École maternelle construite en 1990 sur des plans du cabinet AC Architecture de Paris.

### École Herriot
Groupe de 2 bâtiments soit pour 1 école primaire garçons et 1 école primaire filles

### École Jean-Jaurès
Ancienne école primaire de garçons maintenant mixte
La construction a commencé fin 1932 sur des plans de l'architecte Cools
L'ensemble des terrains nécessaires à la construction des écoles Jean-Jaurès, Roger-Salengro, du foyer Jean-Jaurès avec le square Delory en plus, libre d'occupation, a été acheté le 28 décembre 1931 (date de signature du titre de cession) de Mme Sophie Dewas épouse de Monsieur Jean Louis Dewas (cultivateur), Désiré Therby étant maire. (Acte passé devant Maître Jean Ernoult, notaire à Ascq)
Ce bien appartenait en propre à Mme Dewas comme l'ayant reçu en succession de son père Désiré Dewas (décédé à Flers le 16 décembre 1922) et de sa mère Catherine Deflandre (décédée à Hellemmes le 16 avril 1919).
L'ensemble avait été acheté par le couple Dewas - Deflandre le 5 janvier 1905 de Monsieur Jules Edmond Descamps, demeurant à Paris, (marié à Lille le 26 décembre 1882 avec Suzanne Poulier, dont la séparation prononcée en 1887 a été transformée en divorce)
Mr Descamps était devenu détenteur de la propriété comme expliqué plus loin.
Auguste Descamps et son épouse Louise Crespel (décédée à Lille le 1er octobre 1884, demeurant tous deux à Lille, avaient fait l'acquisition du bien par trois achats.
1. 36 ares 8 centiares achetés le 13 mai 1807 de Monsieur Charles Dumon, marchand de bois, époux de Julie Descamps (contrat de mariage en date du 13 mai 1856)
2. 1 hectare 11 ares 88 centiares le 17 avril 1873 de Jean François Delobel, cultivateur demeurant à Hellemmes, marié le 28 août 1851 avec Herminie Dengremont.
3. le surplus de César Delobel, négociant en vin, et de son épouse Adèle Salembier, demeurant tous deux à Fives.

Mr Auguste Descamps est décédé à Lille le 27 octobre 1897, laissant comme héritiers ses 2 enfants survivants, chacun pour moitié (inventaire du 30 novembre 1897) Le troisième fils, Georges étant décédé célibataire en Belgique le 1er mars 1895, laissant, à l'époque comme héritiers, son père et ses frères.
Lors du partage des biens de Auguste Descamps, le 12 juillet 1898, les terrains furent attribués à Jules Descamps.

### École Roger-Salengro
École maternelle construite en 1933, en même temps que l'école Jean-Jaurès, suivant plans de l'architecte Cools L'origine de la propriété est la même que pour l'école Jean-Jaurès
L'implantation de ces écoles a conditionné l'ouverture de la rue Anatole-France.
Sinistrée lors du bombardement du 13 janvier 1943 : la toiture, en panes mécanique a été entièrement déplacée, presque tous les vitrages cassés, tous les châssis ont été enlevés de leurs battées.
Suivant les plans établis par l'architecte Marcel Cools, datés du 17 avril 1930, cette école aurait dû porter le nom de George-Sand.

### École Jenner
École maternelle.
Un plan, dressé par Guy Fauchille, architecte à Hellemmes, est daté du 8 septembre 1955. La partie maternelle qui se trouvait dans l'école Sévigné (déjà appelée Jenner) a ainsi pu être transférée dans des locaux neufs.
En 1991, ont été ajoutés un abri couvert et une salle de jeu (pour aménagement de deux classes supplémentaires), sur des plans de Xavier Deyrieux du service architecture de la ville de Lille.
Héberge un local pour les scouts (voir à cette association) et un stand de tir.

### École Jean-Rostand
École maternelle inaugurée le 26 octobre 1977
Construite par la Société Nouvelle de Constructions Industrialisée (L'Abbaye - 91) sur les plans adaptés du projet type imaginé par A. Herlent architecte à Hellemmes.

### École Sévigné
École construite sur les plans dressés par A. Hannotin, architecte à Lille, le 30 août 1906.
À l'origine, l'ensemble du bâtiment comprenait une école maternelle et une école de filles.
Son entrée se trouve rue des Écoles. Elle est voisine et mitoyenne de l'école Berthelot.
Réparée et agrandie de 4 classes en 1948 par les établissements Henri Vernier et Cie, de Tourcoing, Paris, Roubaix.
Le chauffage central y sera installé en 1950.

### École Berthelot
École primaire garçons.
Voir école Sévigné

### École d'apprentissage S.N.C.F.
Adresse postale : 57 rue F. Mathias
Construite en 1964 à proximité des ateliers. Elle est supprimée en ?
Les diverses compagnies de Chemin de Fer ont eu recours à l'apprentissage en 1860, sous l'impulsion de Marc Seguin. La loi du 30 mars 1900 oblige les compagnies à séparer les jeunes apprentis des ouvriers professionnels. En 1939, le gouvernement oblige la SNCF à former des apprentis en 12 mois.
Le centre d'Hellemmes est une annexe de formation (Il en existait 6 en France) qui dispense à la fois enseignement général et technologique. La première promotion BAC Pros sortira en 1993.

### Collège Saint-Exupéry
Collège d'enseignement secondaire. Propriété du département du Nord.
le collège a été créé en 1965

### École et collège Saint-Joseph
École primaire (Rue Faidherbe) et collège (Sentier du Curé) privés
230 - 232, rue Roger-Salengro
Immeuble situé à l'angle de la rue Ferdinand-Mathias et de la rue Roger-Salengro, lequel était le siège du magasin de vente « Meubles Sylvain ». Cette entreprise s'était agrandie en achetant la propriété voisine (No 232) qui était un commerce de quincaillerie, fermé à la suite du départ en retraite du propriétaire.
L'ensemble a été acheté et aménagé par la Ville en 1984, revendu quelques années plus tard.

## Les services

### Les services municipaux
Ils ne sont donnés ici qu'à titre d'information, les dénominations et fonctions de chacun pouvant varier au gré du temps.
En marge de l'évolution de la population, l'organisation de la mairie, en tant qu'administration a également subi divers changements.
À la Révolution, il ne devait pas exister de local « Mairie », le curé se chargeant de ses ouailles, elle devait être assimilée au presbytère.
Le premier local à ce affecté se situait au premier étage d'un débit de boissons, situé, semble-t-il à l'emplacement de l'école de musique.
À la fin du siècle dernier, il fut décidé de construire « l'ancienne mairie » au centre d'un nouveau quartier.
Enfin, en avril 1921, les services municipaux furent logés dans l'actuel « château » et dans l'annexe (anciennes écuries).
Les vicissitudes de la Seconde Guerre Mondiale firent que le service dut déménager au Camp de Vacances.
En tant qu'administration, les compétences des différents services évoluent. Citons, en 1970 :
- Le Secrétariat (Général à partir de 1962)
- Le Secrétariat
- Les Finances
- Les Services Techniques
- Les Moyens des Services (créé en 1985)
- Le bureau d'Aide Sociale, plus les vaccinations
- L'administration Générale (État civil, élections, affaires militaires)
- Les Archives

L'organigramme actuel fut instauré en mimétisme avec celui de Lille, en 1996.
Une nouvelle organisation, copiée sur celle des mairies de quartiers de Lille, se met en place pour le début de l'année 2002, notamment par création d'un « guichet unique », bureau où seront regroupés des agents de divers services afin de renseigner le public et lui fournir les divers documents qui lui seraient nécessaires. Le service Environnement et équipements publics est scindé en deux : un service Constructions-Bâtiments-Logistique et un service Environnement.

### Services rattachés à l’administration communale
La même remarque que pour le paragraphe précédent s'applique également ici.
Conseil Communal de Concertation
Cité pour mémoire car il s'agit en fait d'une structure lilloise/ Il a été créé par délibération du Conseil Municipal du 24 juin 1996.
Il est présidé par le Maire, et se compose de 120 membres institutionnels représentant les principaux acteurs de la vie lilloise et hellemmoise. Un quota de 10 % des sièges est réservé aux institutions hellemmoises (12 membres).
Les membres sont nommés pour 3 ans, renouvelables.
Il comporte 6 commissions permanentes :
1. développement économique
2. développement social
3. développement culturel
4. rayonnement extérieur
5. vie quotidienne
6. équipements et infrastructures

#### Conseil Communal des Enfants
Première initiative régionale de ce genre.
Créé, et installé pour la première fois le 19 novembre 1986, il comporte 32 élus (Sont éligibles les enfants de 10 à 13 ans) plus le maire, soit 33, nombre légal d'élus au Conseil. Son fonctionnement est calqué sur celui du Conseil Communal.
L'ensemble des propositions a conduit à la création de 5 commissions (Environnement, Affaires sociales, Animation - Jeux et Loisirs, Sport, Solidarité et Action Sociale)

#### Conseil Communal de Concertation
Créé par délibération du Conseil Communal par délibération du 24 juin 1996.
Un quota de 10 % des sièges est réservé aux institutions hellemmoises, soit 12 sièges.

#### Office Communal d'Animation
Remplacé en 1995 par la Commission extra communale de l'Animation
En marge, a été créé une association pour le développement de l'animation et de la culture.
Dissous suivant décision votée à l'unanimité lors de l'assemblée générale plénière du 6 novembre 1995.

#### Office Communal Inter-âge
Chargé de l'animation pour personnes âgées, petits dépannages (du remplacement d'une ampoule électrique à la taille des haies), aide dans les démarches administratives.
Le premier président a été Gaston Brunel.

#### Commission extra municipale des sports
Créé par délibération du Conseil Communal dans sa séance du 14 mars 1996.

#### Observatoire de l'Environnement et de la Qualité de la Vie
Créé par délibération du Conseil Communal en date du 8 octobre 1999. Il comprend trois groupes de travail :
- Environnement et espaces verts
- Urbanisme et aménagement de l'espace
- Vie collective et bien-être en ville

Lors de sa séance du 12 octobre 2000, les membres de l'observatoire ont décidé de créer un « Comité 21 » ayant pour mission de définir les mesures à mettre en œuvre dans la Commune dans un objectif de développement durable, de suivre l'état d'avancement des projets, d'évaluer l'efficacité des actions menées. Ce comité, présidé par le maire ou son représentant comprend 21 membres (7 représentants du monde institutionnel, 7 représentants du monde économique et 7 représentants du monde associatif.

#### Les animations interclasses
Dispositif d'animation périscolaire en place en 1997 cofinancé par la Commune et la Caisse d'Allocations Familiales de Lille et géré par la Fédération Régionale Léo Lagrange.
Il est proposé aux enfants un atelier consacré à l'éveil (le matin), la gestion du temps libre (le midi), l'aide aux devoirs des activités de création et d'expression (le soir).
Après les élections municipales de mars 2001, ont été créées, par délibération du Conseil Communal du 4 mai 2001 ses commissions thématiques
1. Aménager Développer Hellemmes
2. Vivre ensemble
3. Qualité de la Ville
4. Citoyenneté, Démocratie participative

et des commissions fonctionnelles :
1. Aménagement, Urbanisme, Environnement, Déplacement, Finances, 		Commerce
2. Projets éducatifs, Solidarité
3. )	Animation, Sports, Citoyenneté, Jeunesse, Culture

Par ailleurs, sont créées ou reconduites les commissions extra-communales suivantes :
1. Animation
2. Sport
3. Conseil des Aînés
4. Comité local de prévention de la délinquance
5. Observatoire de la santé
6. Observatoire du développement économique, de l'insertion et du 			commerce
7. Observatoire local de l'environnement et qualité de vie
8. Comité 21
9. Participation à l'association inter communale d'aide aux victimes de 		médiation de Lille et de ses environs

#### Association DECLIC
Née en 1992, l'axe principal de cette association a pris sa forme actuelle en 1992. Son axe est la lutte contre l'illettrisme et une aide aux devoirs avec un encadrement de bénévoles.
Elle est subventionnée par la Commune d'Hellemmes et la Caisse d'Allocations Familiales de Lille.

#### Observatoire Local de Développement Économique, de l'Emploi, de l'Insertion et du Commerce
Créé en 1999, il se compose de 3 groupes de travail :
- Analyse de la vie économique
- Commerce et animation
- Emploi-Insertion

#### Le Point Information Jeunesse
Créé en 1997 et installé dans les anciens bains douches rue Jules Guesde

#### L'École de Musique
S'est dotée d'une discothèque en 1994

#### Bataillon cantonal de la Garde Nationale de Fives
Le règlement, proposé par Lorent-Gillot, chef de bataillon commandant la garde nationale de Fives et autres communes du ressort, en été approuvé par le préfet du Nord le 28 mai 1832, après accord des personnalités suivantes :
Richebe Maire de Fives le 11 mai 1832
Ducatillon Maire d'Hellemmes le 12 mai 1832
Dewas J.B. Maire de Mons en Barœul le 13 mai 1832

### Le centre d’information et d’orientation
À partir des années 1920, un besoin en main d’œuvre qualifiée se fait sentir en France. C’est ainsi que sont créés les Offices d’Orientation Professionnelle..
En 1970 est créé l’Office National d’Information sur les Enseignements et sur les Professions dont le but est de diffuser les informations sans avoir de contact direct avec le public. Cette tache incombe aux Centres d’Information et d’Orientation qui succèdent aux O.O.P..
Une annexe aux C.I.O est implantée sur Hellemmes en 1957 et deviendra autonome en 1974. À l’époque, elle couvrait les secteurs d’Hellemmes et Villeneuve d’Ascq.
En 1984, un C.I.O. étant créé sur Villeneuve d’Ascq, celui qui se situe dans notre commune devient l’actuel C.I.O. de Lille-Hellemmes.
Installé dès 1971 dans l’ex école Carnot, il a été transféré rue de l’Innovation.

### Le centre de soins Paul Clermont
58 rue Faidherbe dans une propriété appartenant au début du XXe siècle à Monsieur Célestin Dechy et Madame née Elise Hespel.
Madame Dechy et son frère Paul installèrent dans la propriété de sœurs de Saint Vincent de Paul pour y créer un dispensaire social.
En 1935, les Dominicaines des Saints-Anges remplacent les religieuses de Saint Vincent de Paul.
Les soins aux malades sont gratuits, les sœurs s'occupent du patronage, de colonies de vacances, font de la maison un lieu de rencontres (cours de coupe, de couture, de tricot, ...).
L'accompagnement des mourants et l'ensevelissement entraient également dans le cadre des activités des religieuses.
En 1952 l'Association du Dispensaire Social d'Hellemmes est créé par Messieurs Paul Clermont, Georges Colas, André Mercier, Paul Picavez et René Preterre.
Les sœurs étaient soit infirmières, soit éducatrices paroissiales.
En 1970, l'association prend sa forme actuelle. Les religieuses partent progressivement pour s'occuper d'autres missions ; elles s'installent au 11 rue Charles Saint Venant
Dans la première moitié de l'an 1999, les sœurs dominicaines des Saints Anges quittent définitivement Hellemmes.

### Le bureau de poste
Le bureau des P.T.T. était situé à l’angle des rues Roger-Salengro et Delemazure. Au fronton de la porte d'entrée, nous pouvons encore voir les lettres P, T et T entrelacées, formant un visage humain stylisé.
En 1961, le Conseil Municipal décide la construction d’un nouveau local.
Selon la convention passée entre la Ville et la direction des P.T.T., la Municipalité s’engage à financer la nouvelle construction à hauteur de 25 % du montant des dépenses.
Ainsi, la nouvelle construction est inscrite en 1966 dans le cinquième plan pour le département du Nord selon un projet établi deux ans auparavant. La Ville fournit le terrain, acheté à la Compagnie de Fives Lille.
Le Ministère ne disposant pas de crédits suffisants, les travaux ne commencent qu’en 1968 après de nombreuses démarches de Monsieur A. Cornette.

### La maison mère-enfant
Elle a été inaugurée le 11 octobre 1991 par Messieurs Laurent Cathala, secrétaire d'État auprès du ministre des affaires sociales et Bernard Derosier, président du Conseil Général du Nord.
Sa conception est due au cabinet d'architectes Boyeldieu et Fauchille. Sa construction est due à l'O.P.A.C. pour un montant de 9 431 943 francs.

### La halte-garderie
Ouverte en janvier 1996 dans l'espace des Acacias.

### Le centre de l’espoir
Installé en 1986 au Pavé du Moulin. Il s'agit du centre de réadaptation pour adultes handicapés après un accident le plus performant de France.

### L’office communal d’animation
L'élaboration définitive des statuts est de janvier 1991, mais l'Office fonctionnait déjà.

### Le foyer Spriet
Rue Roger-Salengro.
Siège Administratif : 96 rue Brûle Maison à Lille
Immeuble acquis par l'association Accueil et Réinsertion Sociale où sont accueillies des jeunes filles en difficulté âgées de 17 à 21 ans.
Le bâtiment comprend 9 studios.

### La caisse municipale de prêt
Elle est créée par délibérations des 27 janvier et 24 février 1917.
Peuvent en bénéficier les personnes honorables et solvables momentanément gênées en raison de la guerre. Les prêts sont sans intérêts et remboursables dans les cinq mois qui suivront la signature de la Paix. Passé ce délai, l'intérêt sera de 5 %
Elle a été dissoute en ?

### La Médiathèque départementale du Nord
À l'angle des rues Ferdinand-Mathias et de l'Innovation, la construction de la Médiathèque départementale du Nord a commencé en 1993.
Hellemmes ne peut pas bénéficier du prêt de livres, celui-ci étant réservé aux petites communes, l'implantation de ce service n'est donc que de prestige.

### La mission locale
29 rue Jules Guesde

### Le point information jeunesse
31 rue Jules Guesde
(I.O.D. affilié à l'I.L.E.P.)

### L’hôpital de jour Antonin-Artaud
43 - 45 rue Faidherbe
Immeuble appartenant à la Ville depuis très longtemps. Le titre de propriété n'existe plus ; le 22 juin 1979, un acte de notoriété a été établi par Maître Martin, notaire à Lille.
Pendant la Seconde Guerre mondiale, cet immeuble abritait les services sociaux dont s'occupaient, entre autres, Germinale Gourdin (parente de Gustave Engrand Père et Fils) qui logeait sur place avec sa sœur Floréale.
Ancien foyer des Aînés, puis foyer des Jeunes (en 1978)
Les locaux sont loués par bail emphythéotique pour une durée de trente ans à compter du 1er juillet 1979 au profit de l'hôpital psychiatrique d'Armentières, sans aucune redevance ni loyer.
Une réunion constitutive de l'association, type loi 1901) dite AMPS (Association Médico Psycho Sociale) a eu lieu le 6 octobre 1977 à Mons en Barœul.
(Voir la suite au chapitre « Sociétés locales »)